# Berlinia grandiflora
Berlinia grandiflora es una especie de leguminosa perteneciente a la subfamilia Caesalpinioideae. Es originaria de Camerún.

## Descripción
Es un árbol que alcanza los  20 m de altura con un tronco de 60 cm de diámetro, o  puede ser un arbusto de 4-5 m de altura, ramosos desde la base, con la copa densa, redondeada, de color verde oscuro, los brotes florales de 5-6 mm de diámetro, con flores muy fragantes, visibles y grandes.

## Distribución y hábitat
Se encuentra en la franja de bosques, en bosques inundados por la lluvia, en lugares pantanosos y húmedos, bosques perturbados, entra la vegetación con Terminalia, a veces, abundante en los bosques de galería, a un altura de 915 m, en Camerún (Bamenda).
Está ampliamente distribuido en Guinea, Malí, Nigeria, África Central y República Democrática del Congo.

## Sinonimia
- Berlinia grandiflora  var. grandiflora (1928)
- Westia grandiflora Vahl (1810)
- Berlinia acuminata Sol. ex Hook.f. & Benth.
- Berlinia heudelotiana Baill. (1865)
- Berlinia laurentii De Wild. (1907)[1]